# 胡纳湾

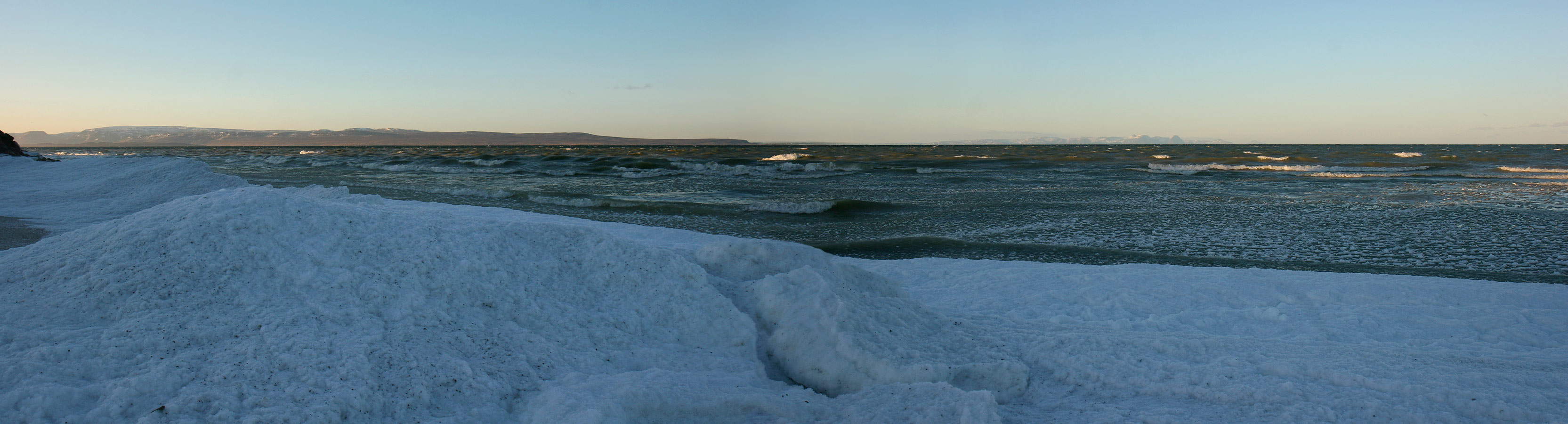
胡纳湾

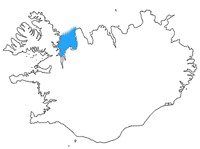
胡纳湾在冰岛的位置

胡纳湾是冰岛西北部的一个海湾，南北长约100公里，东西宽约50公里，北与格陵兰海相通。西为西峡湾半岛，东为斯卡加峡湾半岛。